# چک‌سام (دستور لینوکس)

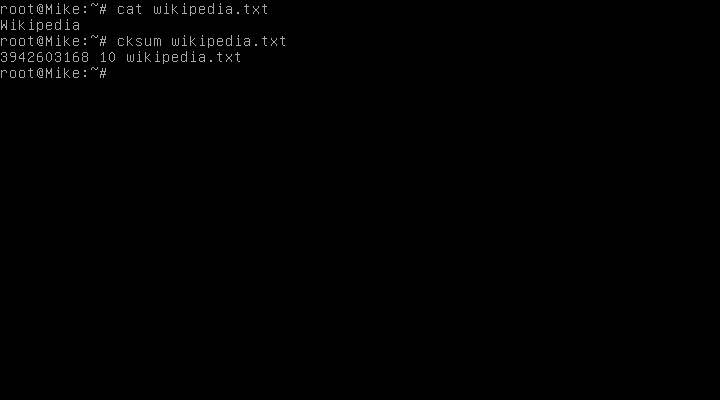
اجرای دستور cksum بر روی یک فایل متنی

cksum فرمانی در سیستم‌عاملهای شبه یونیکس است جهت تولید سرجمع یا چکسام برای فایلها یا جریان‌های اطلاعاتی (مانند ورودی و خروجی‌های استاندارد). فرمان Cksum فایل یا فایلهایی را بعنوان آرگومان دریافت می‌کند (یا ورودی استاندارد، اگر فایلی تعریف نشده باشد) و از آنها یک چک‌سام، کد افزونگی چرخشی (CRC) و تعداد بایتهای موجود را محاسبه می‌کند. در خروجی این فرمان، چک‌سام، تعداد بایتها و در انتها نام فایل نوشته خواهد شد.
فرمان cksum می‌تواند برای بررسی کردن برابری دو فایل در کامپیوترهای مختلف استفاده شود. مثلاً زمانی که بخواهیم دو فایل را که توسط یک مسیر انتقال پرنویز کپی شده‌اند با هم مقایسه کنیم و مطمئن شویم که کاملاً مشابه همدیگرند و عملیات کپی به‌درستی انجام شده است. (اگر فایلها در یک کامپیوتر قرار داشته باشند، برابری دو فایل را می‌توان توسط دستور cmp نیز بررسی کرد). 
مقدار تولید شده  توسط cksum از نظر رمزنگاری امن نیست و می‌توان به سادگی فایل را به شکلی تغییر داد که سرجمع آن تغییر نکند. برای محافظت از یک فایل در برابر تغییرات عمدی باید از روش‌های امن مانند  
```
sha256sum.استفاده نمود.
```

## شکل استفاده
```
cksum
 
[
 
File
 
...
 
]

```

## مثال کاربردی
```
$
 
cksum
 
test.txt

4038471504
 
75
 
test.txt
$

```

مقدار چک‌سام "۴۰۳۸۴۷۱۵۰۴" محاسبه شده است و سایز فایل test.txt نیز "۷۵" بایت است.